# Weepers Circus
Weepers Circus (englisch, etwa: „Zirkus der Weinenden“) ist eine französische Rockband, die in Straßburg beheimatet ist. Sie singen ihre Stücke auf Französisch.

## Geschichte
Die Band wurde 1988 in Straßburg von Franck George und Eric Kaija Guerrier gegründet, zu denen im selben Jahr Franck Georges Bruder Alexandre George und Denis Leonhardt stießen. Die vier Musiker waren damals rund 16 Jahre alt und besuchten dieselbe Schule in Straßburg. 1992 und 1994 spielten sie die Musik zu den szenischen Stücken Le Requiem und Les Fables. Erst 1995 wurde ihre Debütsingle veröffentlicht, 1997 erschien mit Le fou et la balance ihr erstes Album. 1999 wurde das Album L’epouvantail veröffentlicht, das vor allem Folk-Rock-Stücke mit hohem Violinen- und Celloanteil enthält. 2000 begleitete Weepers Circus erstmals die Chansonsängerin Caroline Loeb. Seither nahm die Band zahlreiche Stücke mit anderen Musikern auf. Das dritte Album, L’ombre et la demoiselle, enthält ein Stück, das gemeinsam mit der Gruppe Bratsch entstand. Im März 2001 wurde der Schlagzeuger Alexandre „Goulec“ Bertrand Bandmitglied, und die Stücke wurden rockiger. 2002 erfolgte eine Zusammenarbeit mit der Sängerin Olivia Ruiz, ab 2003 erschienen weitere Alben. Das 2009 erschienene Album À la récré wurde für Kinder geschrieben; das dazugehörige Buch enthält Zeichnungen von Tomi Ungerer. 2011 nahm Weepers Circus erstmals Elemente des Elektro-Pop in ihre Musik auf. 2013 verließ das Gründungsmitglied Eric Kaija Guerrier die Band.

## Ehrungen
- 2011: Bretzel d’or des Institut des Arts et Traditions Populaires d’Alsace[3]

## Diskografie

### Studioalben
- 1997: Le fou et la balance
- 1999: L’epouvantail
- 2000: L’ombre et la demoiselle
- 2003: Faites entre
- 2005: La monstreuse parade
- 2007: Tout n’est plus si noir
- 2009: À la récré
- 2011: N’importe oú hors de monde
- 2013: Le grand bazar
- 2015: Planète des songes

### Livealben
- 2009: En concert